# كويسي بواكي
كويسي بواكي (بالإنجليزية: Kwesi Boakye)‏ مواليد 6 أبريل 1999 في لوس أنجلوس، هو ممثل أمريكي بدأ مسيرته الفنية عام 2005.

## الأعمال
- الدرع
- أيام حياتنا
- بوسطن ليغال
- الأميرة والضفدع
- عيد الحب
- العميل السري أوسو
- هاواي فايف أو
- ذا منتاليست
- عالم غامبول المدهش
- عرض لوني تونز

## وصلات خارجية
- الموقع الرسمي
- كويسي بواكي على موقع IMDb (الإنجليزية)
- كويسي بواكي على موقع ألو سيني (الفرنسية)
- كويسي بواكي على موقع أول موفي (الإنجليزية)
- كويسي بواكي على موقع قاعدة بيانات الفيلم (الإنجليزية)
- كويسي بواكي على موقع كينوبويسك (الروسية)